# Bloedbad van Montbrison

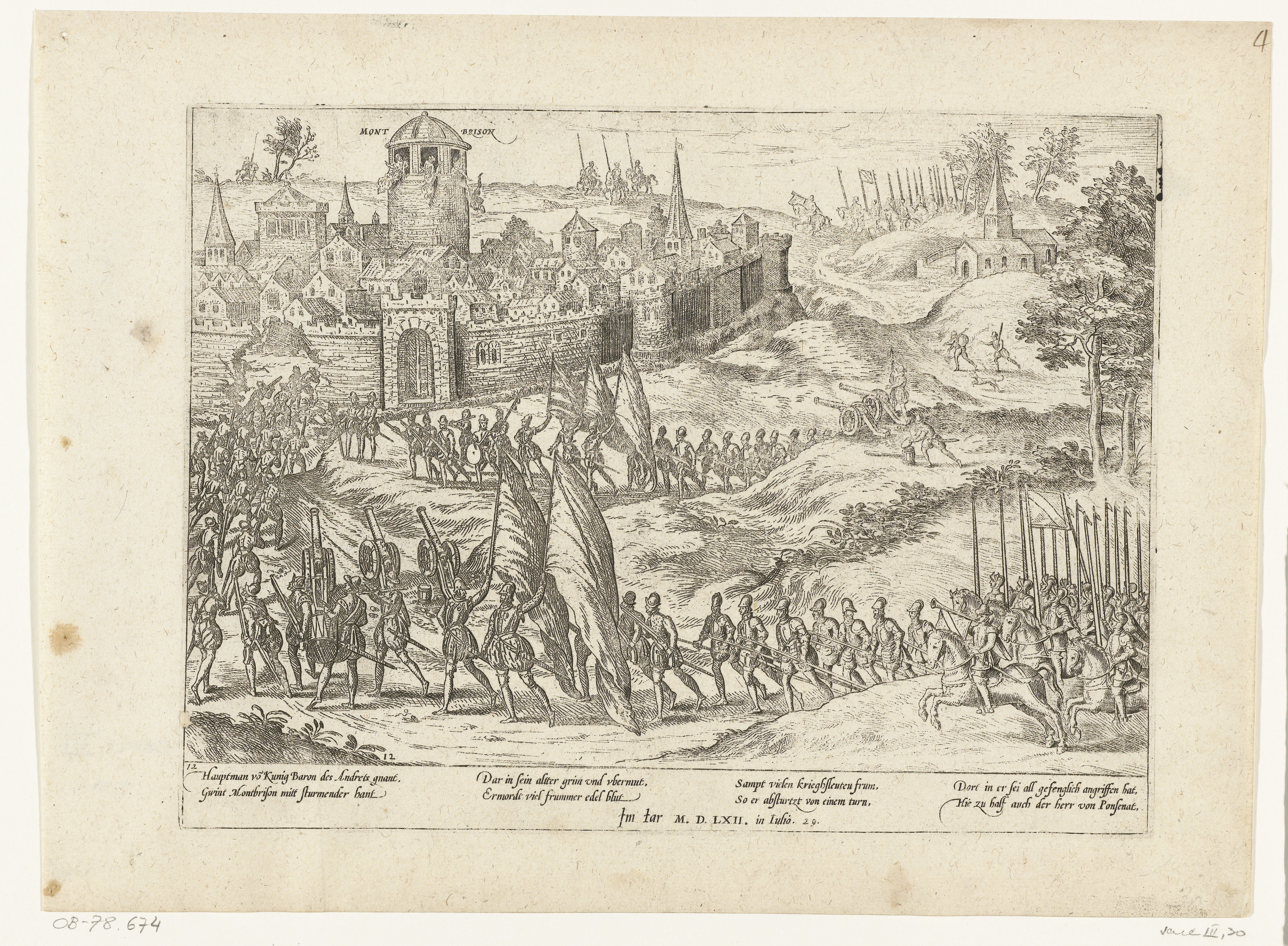
Duitstalige gravure die de inname en het bloedbad van Montbrison voorstelt. Links bovenaan worden gevangenen uit de donjon geworpen. (Jacques Tortorel)

Het bloedbad van Montbrison (Frans: Massacre de Montbrison, Sault de Montbrison) vond plaats op 14 en 15 juli 1562 na de inname van de stad Montbrison door een protestants leger. De stad en haar kerken werden geplunderd en enkele  honderden katholieke inwoners van Montbrison werden vermoord. Deze episode van de Eerste Hugenotenoorlog kende nationaal en internationaal weerklank.

## Aanloop
De protestantse legeraanvoerder François de Beaumont, baron van Les Adrets was op 8 juli 1562 uit Lyon vertrokken om het grotendeels katholieke Forez te veroveren. Hij trok op naar Montbrison waar naar verluidt enkele protestantse predikanten werden gevangen gehouden. Voor de poorten van Montbrison ontmoette hij met zijn troepen het protestantse leger van François de Boucé, kapitein van Poncenat. Hun gezamenlijke leger telde 3.000 tot 4.000 soldaten, al was dit mogelijk een overdrijving. Het leger beschikte over vijf kanonnen. 
Montbrison was net als de rest van Forez grotendeels katholiek gebleven. Toch was er een belangrijke protestantse minderheid in de stad. De oude hoofdstad van Forez telde ongeveer 5.000 inwoners. De stad was ommuurd en op de rotsheuvel in de stad stond het kasteel van Montbrison. De stad beschikt over een klein garnizoen van ongeveer 600 buitenlandse huursoldaten.

## Inname van de stad
Op 13 juli legde het leger van Les Adrets en Poncenat het beleg van de stad. De artillerie werd opgesteld voor de stadspoort Porte de Moingt terwijl de cavalerie de stad omsingelde. Nadat de verdedigers in de ochtend van de 14e geweigerd hadden zich over te geven, werd begonnen met een artilleriebeschieting. Er werden twee bressen in de omwalling geschoten waarlangs de protestantse troepen de stad konden binnendringen. Mogelijk ontvingen zij hulp van binnenuit. Het buitenlandse garnizoen van de stad bood weinig weerstand.
Op de avond van de 14e en de volgende dag werd de stad geplunderd. Met name de kerken van Montbrison waren het doelwit van plunderingen en vernielingen.

## Bloedbad
Katholieke bronnen spreken over 600 tot 860 doden. Volgens de Histoire des triomphes de l'Église lyonnaise, geschreven vanuit protestants perspectief, werden er 300 tot 400 inwoners gedood, en dit enkel omdat zij gewapend verzet hadden geboden. Onder de doden waren er priesters en notabelen maar ook ambachtslui en soldaten. Het bloedbad kreeg vooral bekendheid door de executie van gevangenen door Les Adrets. Hij dwong de geknevelde gevangenen om van de donjon van het kasteel van Montbrison te springen. Zo werd het bloedbad bekend als Sault de Montbrison.
Een aantal vooraanstaande inwoners wist zich te redden door zich te verstoppen, anderen konden zich vrijkopen. Poncenat bleek in dit opzicht minder wreed en rigoureus dan Les Adrets. Een groep clarissen werd gered na tussenkomst van een protestants familielid van een van de zusters.
Op 16 juli 1562 verliet Les Adrets de stad. Montbrison bleef bezet door protestantse troepen tot 7 september, toen zij de stad verlieten. Intussen hadden zij ook de omliggende dorpen geplunderd.